# Doreen Micallef
 (août 2014).
Si vous disposez d'ouvrages ou d'articles de référence ou si vous connaissez des sites web de qualité traitant du thème abordé ici, merci de compléter l'article en donnant les références utiles à sa vérifiabilité et en les liant à la section « Notes et références ».
Pour les articles homonymes, voir Micallef.
Doreen Micallef, née le 31 mai 1949 à Il-Furjana, morte le 1er décembre 2001 à La Vallette, est une poétesse maltaise. Elle est un membre important du « Mouvement de la renaissance littéraire, » courant intellectuel des années 1960.

## Enfance et jeunesse
Elle est la fille unique de Ġeraldu Micallef et Ġorgina Micallef, née Borg. Elle suit les cours à l'école publique, tant en primaire qu'en secondaire, puis étudie le maltais, la littérature et les arts. Elle obtient un diplôme en philosophie classique et contemporaine et en histoire de la littérature, après avoir présenté une thèse portant sur l'importance des sciences dans la philosophie de Pierre Teilhard de Chardin. Elle étudie également les sciences politiques.
À la mort de sa mère et de son père le même mois de février[Lequel ?], elle vit seule dans un appartement de la rue Saint-Andrew à La Vallette. Malgré sa solitude, la vie sociale a toujours passionné son esprit d'une force immense, contrastant avec sa santé toujours vacillante. Elle vit une vie simple, calme et humble, portée par son crédo : « Je ne crois pas que vous, moi et tous les humains ont été créés du néant pour rien. » Mais le plus grand amour de sa vie fut peut-être celui des chats ; elle préférait ne pas se nourrir, mais n'oubliait jamais de donner à manger aux chats de son quartier.
Doreen Micallef s'intéresse beaucoup à l'astrologie, en particulier à l'astrologie chinoise.
Elle meurt le 1er décembre 2001, à l'âge de 52 ans.

## Carrière

### Le Mouvement du la renaissance littéraire
Les années 1960 sont une période de révolution dans la pensée. La jeunesse de cette époque, lorsqu'elle cherche à exprimer sa créativité, se trouve bien souvent bloquée par la rigueur de la tradition et parfois par des pratiques discriminatoires. Mais ailleurs dans le monde, des mouvements de rébellion tente de faire changer la face du monde et la manière dont les gens pensent, c'est l'époque des beatniks, des hippies et du flower power.
À Malte, cette renaissance de la pensée moderne pousse les jeunes écrivains à expérimenter de nouvelles techniques. Cette impulsion permet aux membres du « Mouvement de la renaissance littéraire » (en maltais : Il-Moviment Qawmien Letterarju) d'explorer de nouvelles idées et de stimuler la création en langue maltaise, alors toujours considérée comme une langue secondaire sur l'archipel. Et parmi les nombreux jeunes écrivains du mouvement se trouve une jeune fille, Doreen Micallef.
Le Mouvement de la renaissance littéraire crée un bouleversement complet dans la littérature maltaise. Ceci n'est d'ailleurs pas du goût de tous les écrivains alors établis. Et à une époque où peu de femmes ont une place dans l'espace public, la place de Doreen Micallef est la plus importante. Elle est ainsi la première poétesse à écrire en vers libre en maltais. Elle est également le seul membre féminin du Mouvement.
Établissant la controverse avec les générations précédentes, les écrivains du Mouvement agrègent toutefois autour d'eux petit à petit certains écrivains établis, comme Ġużè Cardona, Anton Buttigieg et Ġużè Aquilina (en). L'antagonisme devient évident entre les pro- et les anti-vers libre. Micallef s'est beaucoup investie dans l'argument à l'encontre des détracteurs du vers libre. Elle a notamment souligné que Malta, en tant que nation faisant partie du monde, avait le droit également de participer des changements qui se passaient alors partout dans le monde.

### Œuvres et style
Le style de Doreen Micallef est marqué par de solides argumentaires philosophiques, sa grande maîtrise de la langue maltaise et la force des mots dans sa poésie. Mais avant tout et du début à la fin de sa carrière, c'est avant tout la poésie qui la passionne. Elle déclare ainsi « La poésie est l'âme, mais toute personne qui a une âme a aussi la poésie ». Elle parlait et pensait en prose poétique. Le sentimentalisme, la rébellion, la colère, la rage et la détermination, tout cela, son esprit le traduit en vers. Elle perçoit toujours de l'intérêt dans la solitude des rues de La Vallette.
Doreen Micallef a beaucoup écrit sur la littérature dans le journal Il-Berqa, et a publié de nombreux poèmes dans des journaux ou des anthologies. Ses poèmes ont été regroupés au sein de recueils de poésie, dont les plus célèbres sont Fit-Triq ta’ l-Empirew (1975), De Profundis (1979) et Kyrie (1980). Selon le critique littéraire et écrivain Oliver Friggieri, chacun de ses livres constitue un défi analytique. Ses œuvres ont également été publiées au Royaume-Uni et aux États-Unis.
Outre la poésie, Micallef a également écrit pour le théâtre. Grâce à ces pièces, elle a reçu à trois reprises l'étoile d'or de la meilleure pièce de l'année lors de concours organisés par Associated-Rediffusion, en 1969, 1970 et 1973. En 1972, six de ses pièces sortent sous le titre Wiċċ imb’wiċċ u drammi oħra en français : « Face à face et autres pièces ». Plusieurs de ses pièces sont jouées au théâtre Manoel, et sur les grands médias. Elle a également écrit un texte pour le concerto pour piano no 2 de Charles Camilleri, Maqam. Mais son plus grand ami et idole dans le monde du théâtre demeure sans conteste Francis Ebejer.
Elle écoute beaucoup les Beatles et d'autres groupes contemporains. Elle s'en inspire notamment pour son poème Eleanor Rigby, du même titre que la chanson de Lennon/McCartney.

## Hommage
Louis Galea a réussi, après de nombreux efforts auprès du Ministère de l'éducation et du travail maltais, à faire de l'appartement de Doreen Micallef un musée, et le nouveau siège de l'Académie de la langue maltaise, qui y emménage en novembre 2011.